# Britt Ekland
Pour les articles homonymes, voir Ekland.
Britt Marie Eklund, dite Britt Ekland , née le 6 octobre 1942 à Stockholm, est une actrice, mannequin et chanteuse suédoise ayant été surtout active en Italie et en Grande-Bretagne.
Très tôt dans sa carrière, elle côtoie des vedettes telles que Totò dans Il comandante (1963), Alberto Sordi dans L'Amour à la suédoise (1963) ou John Cassavetes dans Les Intouchables (1969) puis joue dans des films à succès tels que Les Conspirateurs (1969) qui raconte le triste sort d'Angelo Targhini et Leonida Montanari ainsi que dans des films controversés tels que Les Cannibales de Liliana Cavani où elle incarne Antigone dans un Milan contemporain.
Dans les années 1970, outre son rôle dans La Loi du milieu (1971), qui a fait d'elle un sex-symbol, ou celui dans L'Homme au pistolet d'or (1974) qui fait d'elle une James Bond girl, elle s'illustre dans plusieurs gialli et autres films d'épouvante tels que Les Émotions d'un jeune voyeur (1972), La Nuit qui ne finit pas (1972), Asylum (1972), The Wicker Man (1973) ou encore Le Club des monstres (1980). Depuis le début des années 1990, son travail d'actrice consiste principalement en des spectacles de théâtre, des caméos et des apparitions dans des émissions de télé-réalité.
Sa vie sociale très médiatisée, son mariage en 1964 avec l'acteur Peter Sellers et sa relation avec le chanteur Rod Stewart ont attiré une attention considérable de la part de la presse, faisant d'elle l'une des célébrités les plus photographiées au monde au cours des années 1970.

## Biographie
Ekland est née Britt-Marie Eklund à Stockholm, en Suède de Maj Britt, secrétaire, et de Sven Eklund, directeur d'un magasin de vêtements haut de gamme à Stockholm et capitaine de l'équipe nationale suédoise de curling, quatre fois championne nationale et une fois présidente de la Fédération mondiale de curling,. La mère d'Ekland est décédée de la maladie d'Alzheimer dans les années 1980, ce qui l'a profondément affectée.
Ekland a grandi avec trois frères plus jeunes et a déclaré avoir été en surpoids pendant une grande partie de son enfance : « J'étais énorme. Mon Dieu, j'avais l'air pataude. J'ai toujours essayé d'être drôle pour compenser le fait d'être grosse et laide ». Adolescente, Ekland a quitté l'école pour voyager avec une troupe de théâtre et a été repérée dans un café en Italie par un imprésario qui l'a envoyée à Londres pour auditionner pour des films.

### Débuts en Suède et premiers rôles en Italie

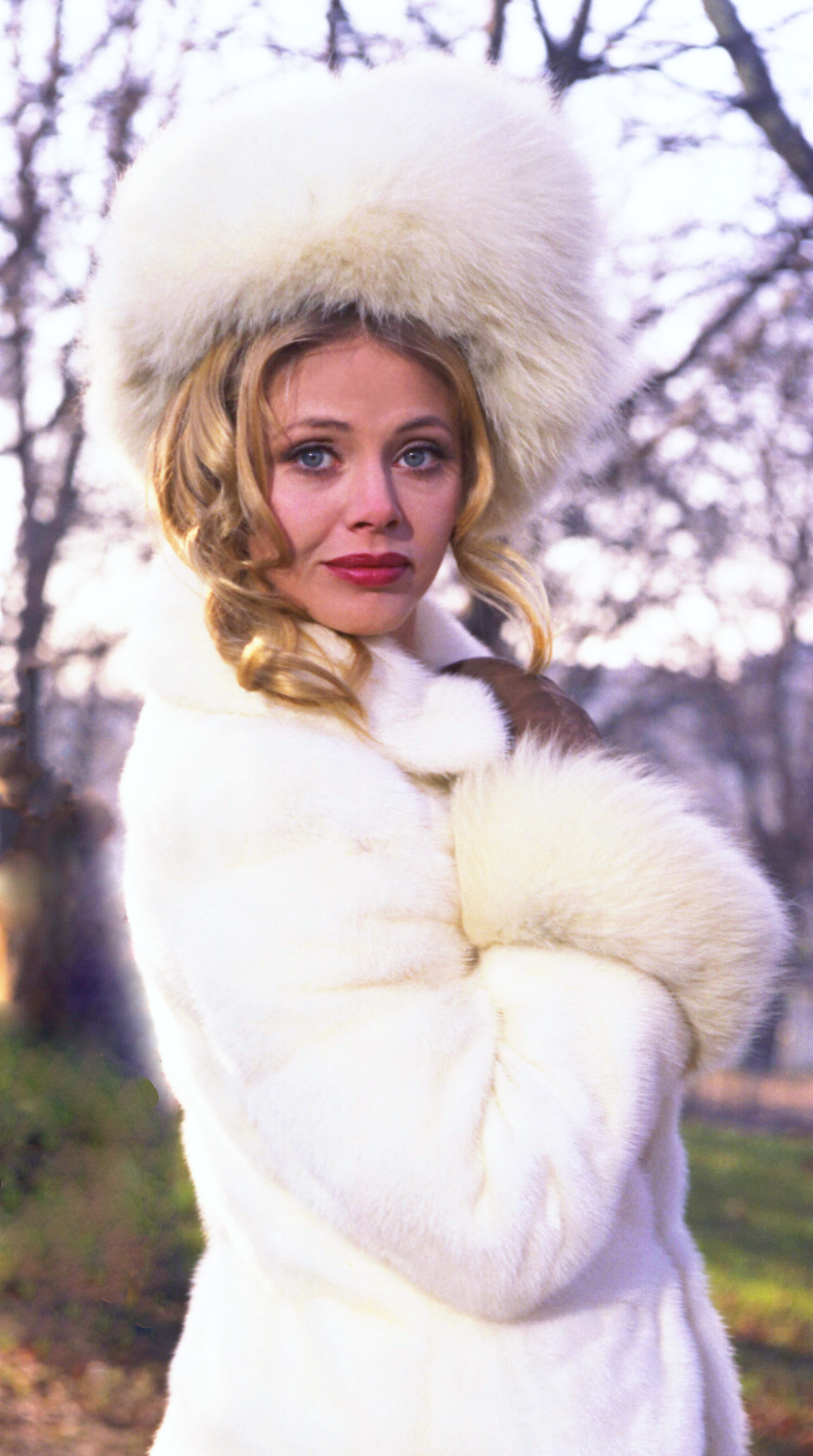
En 1984.

Ekland a tenu de petits rôles dans les films suédois L'Amour sous le soleil de minuit (sv) (1962) et Oui, il a été mon amant (sv) (1963), puis elle décroche son premier rôle dans un film italien avec Il comandante aux côtés du comédien et humoriste vedette Totò. Elle interprète une Suédoise dans L'Amour à la suédoise aux côtés d'Alberto Sordi et une nudiste dans Pas de lauriers pour les tueurs, un film d'espionnage américain dans lequel joue également Micheline Presle.
Elle joue avec son mari Peter Sellers dans Le renard s'évade à trois heures, une comédie policière du réalisateur italien Vittorio De Sica se déroulant dans la mer Méditerranée. Elle joue ensuite le rôle principal d'une fille amish devenue danseuse burlesque à New York dans la comédie musicale de William Friedkin, Strip-tease chez Minsky (1968), qui lui vaut les éloges de la critique. Elle participe ensuite au film de mafieux italo-américain Les Intouchables (1969) aux côtés de John Cassavetes, Peter Falk et Gabriele Ferzetti, sélectionnée au Festival de Cannes 1969. La même année, elle est au générique des Conspirateurs (1969), avec Alberto Sordi, Nino Manfredi, Enrico Maria Salerno, Ugo Tognazzi et Claudia Cardinale. Le film, inspiré par l'exécution capitale de deux Carbonaristes dans la Rome papale des premières années de la Restauration au début du XIXe siècle est avec 9 901 145 entrées le 1er du box-office Italie 1969-1970 et figure en bonne place dans le palmarès des films les plus populaires de tous les temps en Italie.
Elle débute les années 1970 en incarnant Antigone dans Les Cannibales de Liliana Cavani aux côtés de Pierre Clémenti et Tomás Milián. Cette reconstitution modernisée de la tragédie grecque Antigone de Sophocle, située dans le Milan contemporain et s'inspirant des thèmes sociopolitiques et de l'imagerie de l'époque, y compris des manifestations de 1968, du mouvement contre-culturel et des Années de plomb,,. Le film est présenté à la Quinzaine des réalisateurs au Festival de Cannes 1970.
Sa dernière coproduction italienne tournée en Andalousie est le giallo Les Émotions d'un jeune voyeur (1972) d'Andrea Bianchi, « Un thriller psychologique modérément passionnant » selon Filmdienst.

### Pic de carrière en Grande-Bretagne

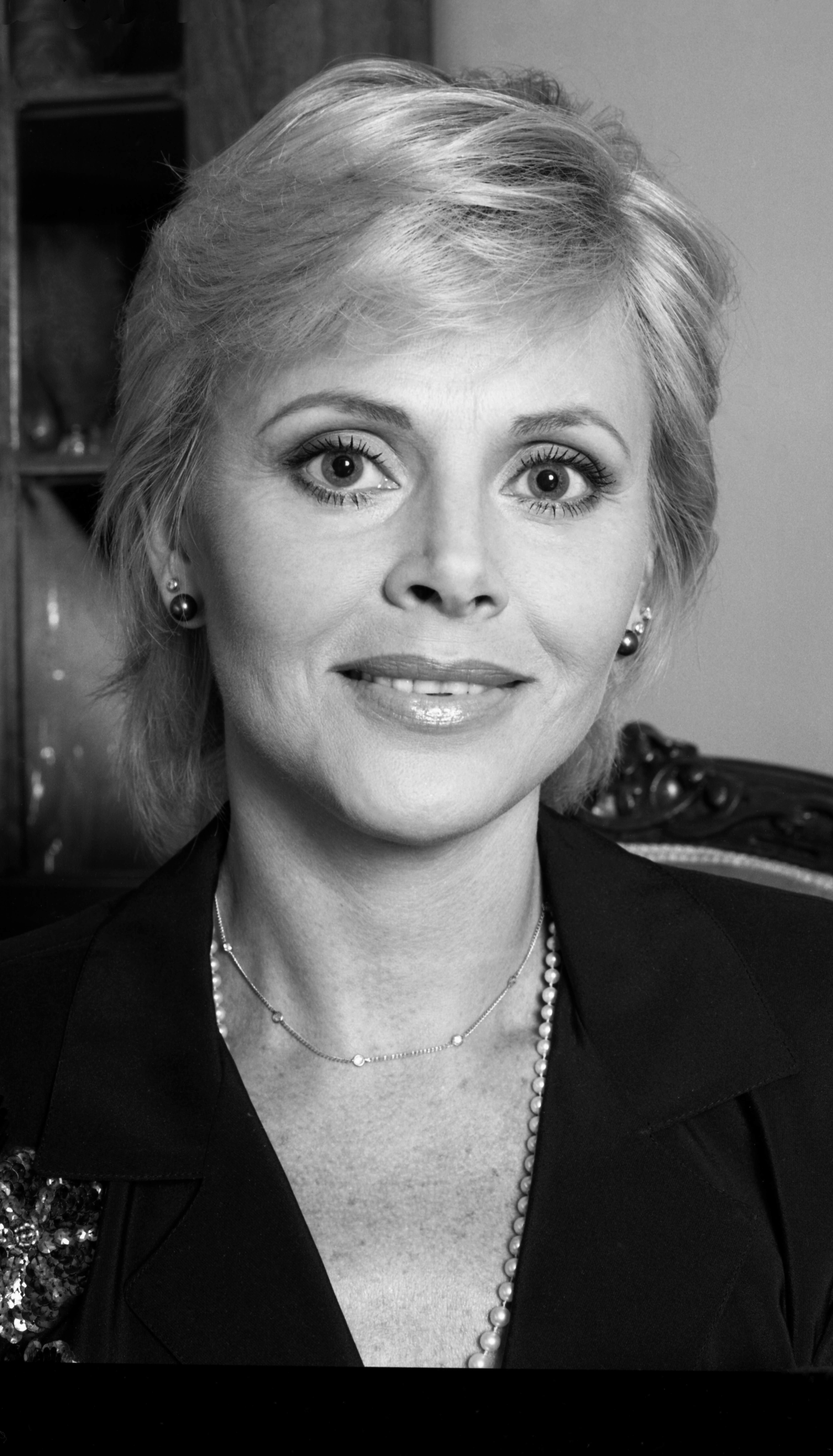
En 1987.

En 1971, elle a été choisie pour jouer le rôle principal et celui d'une femme gangster dans le film policier emblématique La Loi du milieu, aux côtés de Michael Caine, qui l'a fermement consacrée dans le rôle de la belle blonde. Dans les années 1970, Ekland a également joué dans l'adaptation d'Agatha Christie La Nuit qui ne finit pas (1972), dans le rôle de l'amie et de la compagne d'une héritière américaine. Après Les Émotions d'un jeune voyeur, elle continue dans l'épouvante avec le rôle d'une figure hallucinée dans le film à sketches Asylum (1972), aux côtés de Charlotte Rampling. L'un de ses rôles les plus emblématiques est celui d'une villageoise païenne et séductrice dans le film de folk horror The Wicker Man (1973) aux côtés de Christopher Lee, mais sa voix a été doublée dans le film pour masquer son anglais aux accents suédois.
Elle tourne dans les Montagnes Rocheuses le thriller Haute Tension (1974) et revient à Londres pour tourner aux côtés de Jean-Pierre Cassel dans le drame britannique R comme Roger (1973), dialogué par Michel Audiard. À la télévision, elle a joué dans le téléfilm L'Homme qui valait trois milliards (1973) aux côtés de Lee Majors. Ensuite, un rôle important est celui de Mary Goodnight, la principale James Bond girl, dans le film L'Homme au pistolet d'or (1974), qui reçoit des critiques mitigées mais renforce le statut d'Ekland en tant que sex-symbol,. Elle joue un rôle comique dans Le Froussard héroïque (1975), l'adaptation du Prisonnier de Bismarck, deuxième volume de la série de romans Les Archives Flashman de George MacDonald Fraser, qui a été décrit comme « peut-être son meilleur rôle à l'écran ». La même année, elle incarne la comtesse Trivulzi dans la comédie érotique austro-franco-italienne de Franz Antel Treize Femmes pour Casanova (1976), avec Tony Curtis, Jean Lefebvre, Marisa Mell, Andréa Ferréol et Gérard Jugnot entre autres.
En 1976, Ekland a assuré la partie parlée en français à la fin du tube Tonight's the Night (Gonna Be Alright) de Rod Stewart, alors son petit ami. Ekland a également interprété des personnages biographiques, comme celui de l'actrice allemande Anny Ondra (épouse du boxeur Max Schmeling) dans le téléfilm Ring of Passion (1978). Ekland a également joué dans les films d'épouvante Le Club des monstres (1980) et Les Yeux du cauchemar (en) (1982).

### Films indépendants, télévision et théâtre

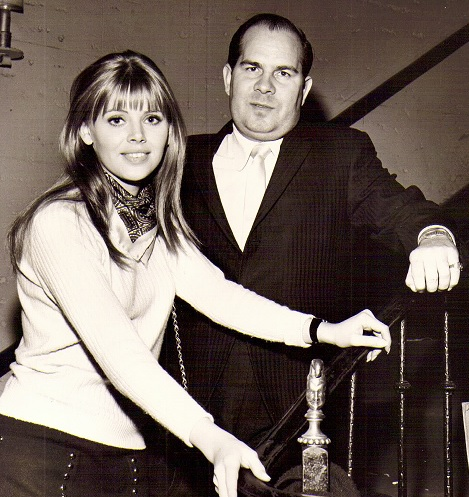
Britt Ekland et le producteur Leroy Griffith pour le film Strip-tease chez Minsky (1968).

En 1978, elle a animé une série télévisée syndiquée pour American International Television intitulée Jukebox. Réalisée par Bruce Gowers, produite et écrite par Paul Flattery pour Jon Roseman Productions, la série présentait des vidéos musicales alors naissantes, dont la plupart avaient été produites à l'origine par les sociétés de Roseman aux États-Unis et en Angleterre.
Ekland a tenu des rôles secondaires dans des longs métrages indépendants. Elle est apparue dans la comédie Vacances de folie (1985), puis dans le film d'horreur La Lune en scorpion (en) (1988) et dans le rôle de la prostituée Mariella Novotny dans le long métrage Scandal (1989) sur l'affaire Profumo.
Elle a été invitée dans diverses séries télévisées, notamment dans la populaire série Superboy, où elle a joué le rôle d'une extraterrestre déguisée en Lara, la mère biologique de Superboy, pendant la deuxième saison de la série en 1990. Ekland a publié un livre sur la beauté et la gymnastique, Sensual Beauty: How to Achieve It (1984), suivi d'une vidéo de fitness en 1992. Dans la série télévisée de la BBC I Love the '70s (1999), elle a présenté l'épisode de 1971 en hommage à son rôle dans le film La Loi du milieu.

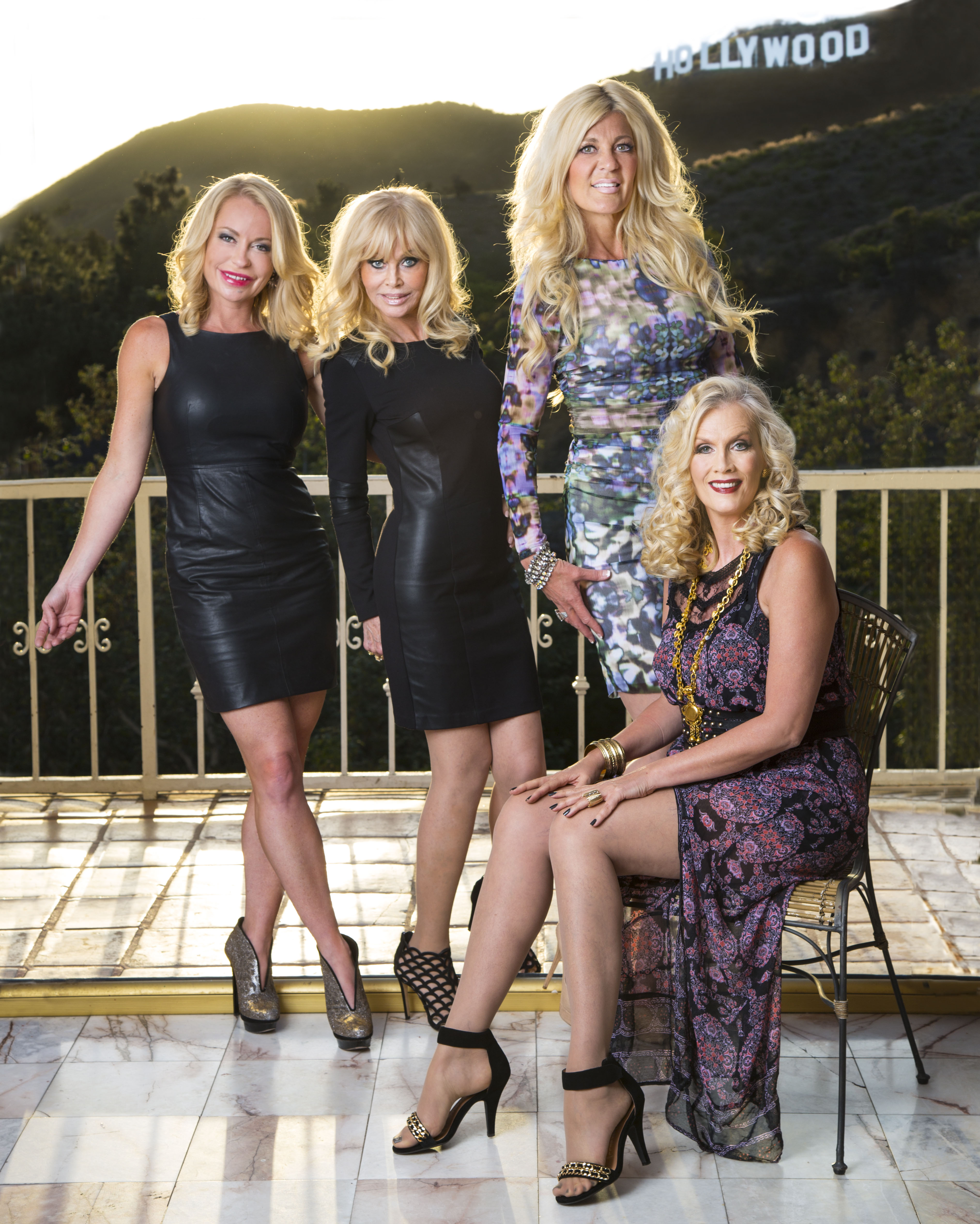
Åsa Westerlund, Britt Ekland, Maria Montazami et Gunilla Persson pour l'émission Svenska Hollywoodfruar en 2014.

La suite de la carrière d'Ekland s'est principalement déroulée sur les planches et à la télévision, son dernier rôle au cinéma étant dans The Children (en) (1990). Elle est apparue sur scène en tant que membre de la distribution de Cendrillon au Regent Theatre de Stoke-on-Trent en décembre 1999 et janvier 2000. Elle est également apparue dans Grumpy Old Women Live (en) et a participé à l'émission de téléréalité suédoise Stjärnorna på slottet (sv) aux côtés de Peter Stormare, Arja Saijonmaa, Jan Malmsjö et Magnus Härenstam. En décembre 2007 et janvier 2008, elle joue à nouveau dans Cendrillon au Wyvern Theatre, à Swindon. En janvier 2008, elle est invitée à l'émission de télévision britannique Loose Women (en). De décembre 2008 à janvier 2009, Ekland a joué dans Cendrillon au Shaw Theatre de Londres. Dans une rare occasion de chanter, elle a interprété la chanson My Prince, enregistrée à l'origine par Lara Pulver sur l'album Act One - Songs from the Musicals of Alexander S. Bermange. En 2009-10, elle a joué le rôle de la fée marraine dans Cendrillon au Princess Theatre de Torquay. En décembre 2010, elle a joué le rôle de « Fairy Pea Pod » dans Jack et le Haricot magique au Kings Theatre, Southsea. Elle a joué dans d'autres pantomimes au Theatre Royal, Windsor, en 2011 et 2012.
En 2010, Ekland a participé à l'émission de télé-réalité I'm a Celebrity… Get Me Out of Here!, la version britannique de Je suis une célébrité, sortez-moi de là !. Elle y a été la quatrième célébrité à être éliminée de l'émission. Ekland a été l'une des femmes au foyer de Svenska Hollywoodfruar sur TV3 de 2012 à 2014, la déclinaison suédoise de The Real Housewives. En 2018, elle a participé à l'émission Let's Dance 2018 (sv) diffusée sur TV4, la version suédoise de Danse avec les stars. Elle est la première à être éliminée le 30 mars, se classant 11e.
En 2020, Ekland est apparue dans la saison 4 de The Real Marigold Hotel de la BBC. Toujours en 2020, elle a fait une tournée dans le pays dans une production de The Cat and the Canary, jouant le rôle de Mme Pleasant. Bien que la production se soit arrêtée en raison de la pandémie de Covid-19, elle a repris la tournée à la fin de 2021.

### Vie privée

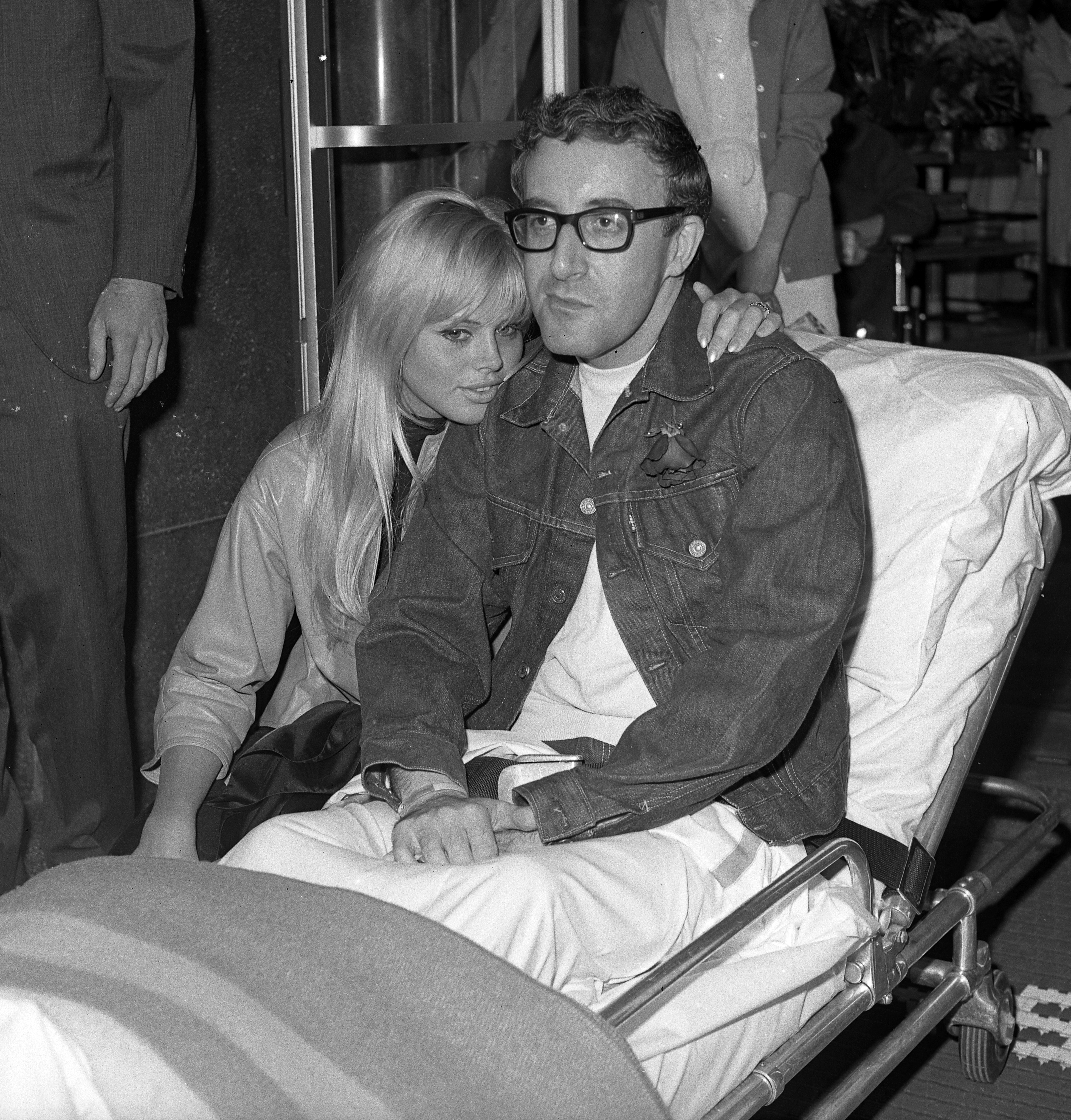
Britt Ekland et Peter Sellers en 1964.

Ekland est devenue célèbre du jour au lendemain à la suite de sa romance éclair et de son mariage en 1964 avec l'acteur et comédien anglais Peter Sellers, qui l'a demandée en mariage après avoir vu sa photo dans le journal et l'avoir rencontrée à Londres,. Elle l'a soutenu après qu'il a souffert d'une série d'infarctus peu de temps après leur mariage. Ekland était la belle-mère des enfants de Sellers, Sarah et Michael (qui est mort d'un infarctus à peu près au même âge que son père). En janvier 1965, ils ont eu une fille, Victoria. Le couple tourne trois films ensemble, A Carol for Another Christmas (1964), Le renard s'évade à trois heures (1966) et Torero malgré lui (1967), avant de divorcer en 1968.
Le 17 décembre 1968, le juge Alan Orr accorde à Ekland un jugement provisoire de divorce devant la Haute Cour pour cause de cruauté de la part de Sellers, qui n'a pas contesté la procédure.
En juin 1973, Ekland a eu un fils, Nicolai Adler, avec le producteur de disques Lou Adler.
Elle a également eu une romance très médiatisée avec le chanteur de rock Rod Stewart. Ils ont été présentés l'un à l'autre en 1975 par Joan Collins et ont vécu ensemble pendant plus de deux ans, Ekland abandonnant sa carrière pour se consacrer à leur relation.
De 1979 à 1981, elle fréquente le chanteur Phil Lewis des groupes Girl et L.A. Guns, avec qui elle se fiance.
En 1984, à l'âge de 42 ans, elle épouse le batteur des Stray Cats, Slim Jim Phantom, qui a 23 ans. Ils ont eu un fils, Thomas Jefferson, en 1988 et ont divorcé en 1992.

## Postérité

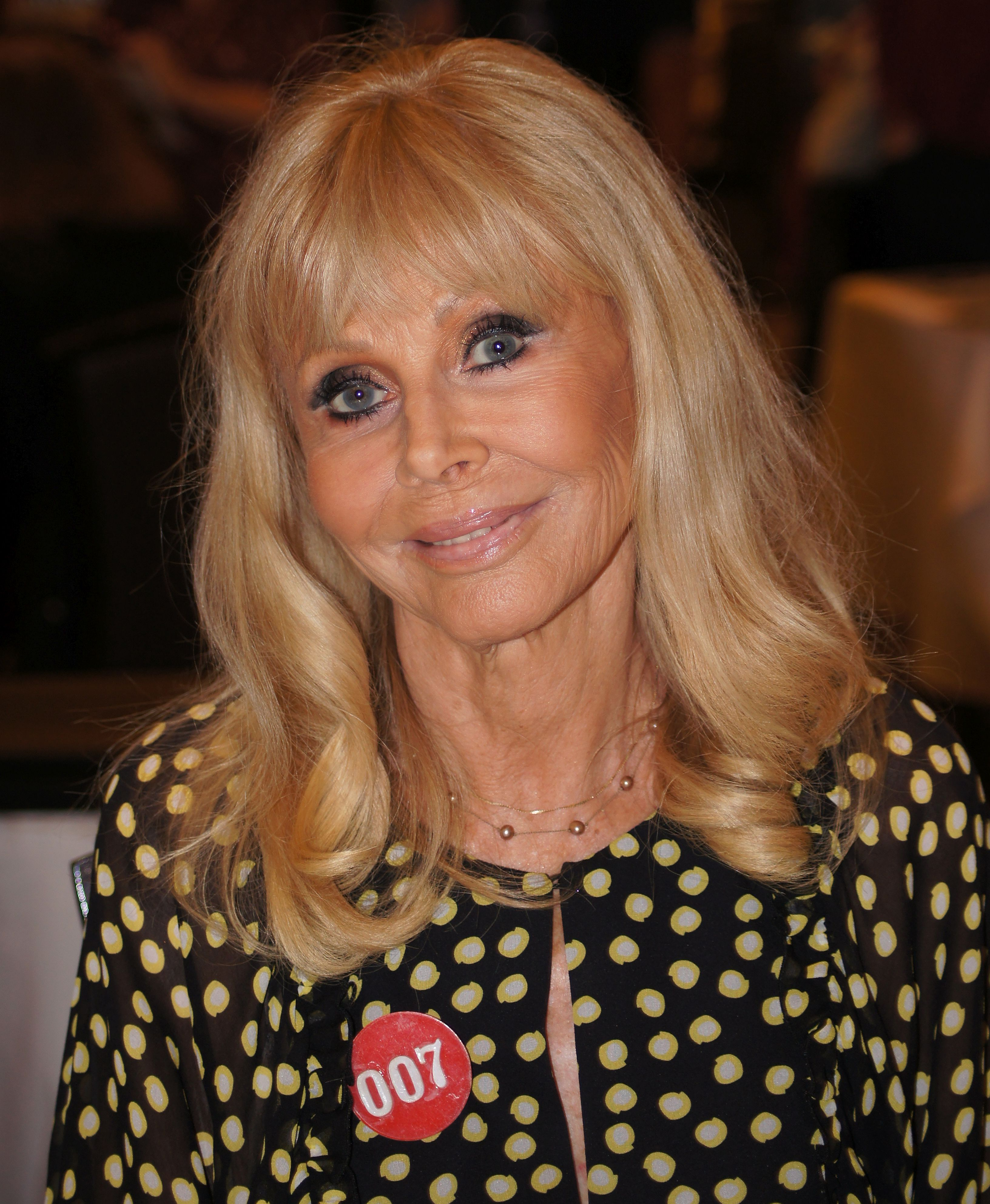
En 2019.

En 1980, Ekland publie son autobiographie True Britt, qui est un succès d'édition.
En tant que partenaire de Rod Stewart, Ekland a inspiré son tube Tonight's the Night (Gonna Be Alright), qui a été la chanson numéro 1 en 1977. La chanson comporte une partie parlée en français par Ekland.
En 2004, Charlize Theron a interprété Ekland dans Moi, Peter Sellers. Ekland a accompagné Theron au Festival de Cannes, où elle est devenue très émue en voyant le film.
Dans le film My Dinner with Hervé (2018), Helena Mattsson a joué le rôle d'Ekland.

## Filmographie

### Actrice de cinéma
- 1962 : L'Amour sous le soleil de minuit (sv) (Kort är sommaren) de Bjarne Henning-Jensen : l'amie d'Edvarda
- 1963 : Il comandante de Paolo Heusch : Iris
- 1963 : Oui, il a été mon amant (sv) (Det är hos mig han har varit) d'Arne Mattsson : la collègue de Li
- 1963 : L'Amour à la suédoise (Il diavolo) de Gian Luigi Polidoro : (figuration)
- 1963 : Pas de lauriers pour les tueurs (The Prize) de Mark Robson : une nudiste
- 1964 : Le Bataillon des lâches (Advance to the Rear) de George Marshall : Greta
- 1964 : Quatre Balles pour Joë (Cuatro balazos) d'Agustín Navarro (es) : (figuration)
- 1965 : Ne pas déranger s'il vous plaît (Do Not Disturb) de Ralph Levy : la fêtarde
- 1966 : Règlement au couteau (Too Many Thieves) d'Abner Biberman : Claudia
- 1966 : Le renard s'évade à trois heures (Caccia alla volpe) de Vittorio De Sica : Gina Vanucci, dite « Gina Romantica »
- 1967 : La Griffe (The Double Man) de Franklin J. Schaffner : Gina
- 1967 : Torero malgré lui (The Bobo) de Robert Parrish : Olimpia Segura
- 1968 : Strip-tease chez Minsky (The Night They Raided Minsky's) de William Friedkin : Rachel Elizabeth Schpitendavel
- 1969 : Les Intouchables (Gli intoccabili) de Giuliano Montaldo : Irene Tucker
- 1969 : Les Conspirateurs (Nell'anno del Signore) de Luigi Magni : la princesse Spada
- 1969 : Stiletto de Bernard L. Kowalski : Illeano
- 1970 : Les Cannibales (I cannibali) de Liliana Cavani : Antigone
- 1970 : Tintomara (sv) de Hans Abramson : Adolfine
- 1971 : La Nuit qui ne finit pas (Endless Night) de Sidney Gilliat : Greta
- 1971 : Mon petit oiseau s'appelle Percy, il va beaucoup mieux, merci (en) (Percy) de Ralph Thomas : Dorothy Chiltern-Barlow
- 1971 : La Loi du milieu (Get Carter) de Mike Hodges : Anna Fletcher
- 1972 : Le Temps d'aimer (A Time for Loving) de Christopher Miles : Josette Papillon
- 1972 : Asylum de Roy Ward Baker : Lucy
- 1972 : Les Émotions d'un jeune voyeur (Diabólica malicia) d'Andrea Bianchi et James Kelley : Elise
- 1973 : R comme Roger (Baxter!) de Lionel Jeffries : Chris Bentley
- 1973 : The Wicker Man de Robin Hardy : Willow
- 1974 : Haute Tension (The Ultimate Thrill) de Robert Butler : Michelle Parlay
- 1974 : L'Homme au pistolet d'or (The Man with the Golden Gun) de Guy Hamilton : Mary Goodnight
- 1975 : Le Froussard héroïque (Royal Flash) de Richard Lester : duchesse Irma
- 1976 : Haute Tension (en) (High Velocity) de Remi Kramer : Mrs Andersen
- 1977 : Treize femmes pour Casanova (Casanova & Co.) de Franz Antel : comtesse Trivulzi
- 1978 : Trafiquants d'esclaves (Slavers) de Jürgen Goslar : Anna von Erken
- 1979 : King Solomon's Treasure d'Alvin Rakoff : Reine Nyleptha
- 1980 : Le Club des monstres (The Monster Club) de Roy Ward Baker : la mère de Busotsky
- 1980 : La Tour Eiffel en otage (The Hostage Tower) de Claudio Guzmán (es) : Leah
- 1982 : Les Yeux du cauchemar (en) (Satan's Mistress) de James Polakof : Ann-Marie
- 1983 : Dr. Yes: Hyannis Affair de Jack Nixon-Browne : Susannah
- 1983 : Erotic Images de Declan Langan : Julie Todd
- 1983 : Dead Wrong (en) de Len Kowalewich : Penny Lancaster
- 1984 : Love Scenes de Bud Townsend : Annie
- 1985 : Vacances de folie (Fraternity Vacation) de James Frawley : Eyvette
- 1985 : Marbella, un golpe de cinco estrellas (es) de Miguel Hermoso (es) : Deborah
- 1987 : La Lune en scorpion (en) (Moon in Scorpio) de Gary Graver : Linda
- 1988 : Beverly Hills Vamp de Fred Olen Ray : Madame Cassandra
- 1989 : Scandal de Michael Caton-Jones : Mariella Novotny
- 1989 : Cold Heat d'Ulli Lommel : Jackie Mallon
- 1990 : The Children (en) de Tony Palmer : Lady Zinnia Wrench

### Actrice de télévision
- 1962 : Handen på hjärtat
- 1964 : Carol for Another Christmas (en) de Joseph L. Mankiewicz : la mère
- 1965 : Armchair Theatre (série télévisée) : Karen
- 1966 : The Trials of O'Brien (série télévisée) : Claudia
- 1971 : The Stronger : Woman 1
- 1973 : Vin, vacances et vahinés (The Six Million Dollar Man: Wine, Women and War) (TV) : Katrina Volana
- 1977 : Un shérif à New York (McCloud) (série télévisée) : Tatiana Krasnavian
- 1978 : Ring of Passion : Amy Ondra Schmeling
- 1978 : The Great Wallendas : Jenny Wallenda
- 1978 : Galactica (Battlestar Galactica) (série télévisée) : Tenna
- 1979 : Le Retour du Saint (Return of the Saint) (série télévisée) : Laura
- 1979 : Skeppsredaren (série télévisée)
- 1980 : La Tour Eiffel en otage (The Hostage Tower) : Leah
- 1981 : Jacqueline Susann's Valley of the Dolls : Françoise
- 1982 : La croisière s'amuse (The Love Boat) (série télévisée) : Alice Robbins
- 1982 : Matt Houston (série télévisée) : Vera Martin
- 1983 : L'Île fantastique (Fantasy Island) (série télévisée) : Aphrodite
- 1985 : Simon et Simon (Simon & Simon) (série télévisée) : Samantha Blake
- 1986 : Aranyifjú, Az
- 1990 : Superboy (série télévisée) : Lara
- 1990 : Grand (série télévisée) : Viveca
- 1992 : Bara med Britt (série télévisée) : Host
- 2002 : Lexx (série télévisée) : Dulcibella Sternflanks
- 2010 : I'm a Celebrity… Get Me Out of Here! 10 (émission de télé réalité) : Elle-même